# 中国人民解放军空军和田指挥所
中国人民解放军空军和田指挥所，位于新疆维吾尔自治区和田市，隶属中国人民解放军西部战区空军。

## 沿革
1962年上半年，中国人民解放军兰州军区空军在新疆和田县城（今和田市）设中国人民解放军兰州军区空军指挥所，执行师级权限，隶属兰州军区空军建制，指挥驻南疆地区的中国人民解放军空军部队。指挥所下设司令部、政治部、后勤部、机务处。1973年5月，改称中国人民解放军空军和田指挥所，后归空军驻新疆某部建制。1976年空军和田指挥所撤销，所辖部队一部改编为场站。1990年代重建中国人民解放军空军和田指挥所，副师级。在2016年深化国防和军队改革前，空军和田指挥所隶属中国人民解放军兰州军区空军。2016年转隶中国人民解放军西部战区空军。

## 历任领导
| 司令员 - 王绪（？—？，主任） …… - 巩少华 空军大校（？—？） - 孙剑涛 空军大校（？—？） | 政治委员 …… - 曹润德 空军大校（？—？） - 霍智杰 空军大校（？—？） - 闫海平 空军大校（？—2015年） - 邱火林 空军大校（2015年—） |